# Bitva u Kurukšétry
Bitva na Kurukšétře (v dévanágarí: कुरुक्षेत्र युद्ध; kurukṣetra yuddha, „bitva na poli Kuruů“) byla válka, ve které se podle Mahábháraty střetly znepřátelené klany Pánduovců a Kuruovců. Pánduovce vedl Drštadjumna a Kuruovce Bhíšma. Bitva měla trvat osmnáct dní a skončila vítězstvím Pánduovců, kteří však z vítězství nad „nevlastními bratry“ neměli radost a po konci bitvy se odebrali do nebeského království boha Indry. Těsně před bitvou vedl Ardžuna rozhovor se svým vozatajem Kršnou; tento rozhovor se stal ústředním motivem Bhagavadgíty.
Bitva proběhla na Kurukšétře (ze sanskrtského कुरु (kuru) označující království Kuruů a क्षेत्र (kṣetra), což znamená „pole“ či „země“) v dnešním svazovém státě Harijána.